# Pi2 Cancri
Pi2 Cancri (π2 Cancri, förkortad Pi2 Cnc, π2 Cnc), som är stjärnans Bayer-beteckning (även kallad 82 Cancri), är en ensam stjärna i östra delen av stjärnbilden Kräftan. Den har en skenbar magnitud av 5,33 och är synlig för blotta ögat där ljusföroreningar ej förekommer.  Baserat på parallaxmätning inom Hipparcosuppdraget på ca 5,4 mas, beräknas den befinna sig på ett avstånd av ca 610 ljusår (190 parsek) från solen. På det beräknade avståndet minskas dess skenbara magnitud med 0,10 enheter genom en skymningsfaktor orsakad av interstellärt stoft.

## Egenskaper
Pi2 Cancri är en gul till orange jättestjärna i huvudserien av spektralklass K1 III. Den har en radie som är ca 26 gånger solens radie och avger ca 444 gånger mer energi än solen från dess fotosfär vid en effektiv temperatur på ca 4 200 K.